# Tennistoernooi van Moskou 2000
|                                         |  |                                           |
| Martina Hingis, winnares bij de vrouwen |  | Jevgeni Kafelnikov, winnaar bij de mannen |

Het tennistoernooi van Moskou van 2000 werd van 23 tot en met 29 oktober 2000 gespeeld op de overdekte tapijtbanen van het oude Olympisch stadion Olimpijskij in de Russische hoofdstad Moskou. De officiële naam van het toernooi was Kremlin Cup.
Het toernooi bestond uit twee delen:
- WTA-toernooi van Moskou 2000, het toernooi voor de vrouwen
- ATP-toernooi van Moskou 2000, het toernooi voor de mannen

ATP-toernooi van Moskou – WTA-toernooi van Moskou

1996 · 1997 · 1998 · 1999 · 2000 · 2001 · 2002 · 2003 · 2004 · 2005 · 2006 · 2007 · 2008 · 2009 · 2010 · 2011 · 2012 · 2013 · 2014 · 2015 · 2016 · 2017 · 2018 · 2019 · 2020 · 2021